# Ахвердян, Рубен Левонович
Рубе́н Левонович Ахвердя́н (арм. Ռուբեն Լևոնի Հախվերդյան; род. 3 декабря 1950, Ереван, Армянская ССР, СССР) — известный армянский гитарист, певец, композитор и поэт-песенник (бард), режиссёр и общественный деятель.

## Биография
Родился в 1950 г. в интеллигентской семье. Отец — Левон Ахвердян, был академиком, директором Института искусств Академии наук. Мать, Сирануш Аюнц — театральный критик. Будучи по натуре драчуном и хулиганом, Рубен сменил несколько учебных заведений и только в одной из вечерних школ смог получить аттестат. В 1975 г. окончил режиссёрский факультет Ереванского театрального института, позднее совершенствовал свое мастерство у Юрия Любимова и Марка Захарова, которых и считает своими учителями. Работал на Гостелерадио Армении, поставил несколько спектаклей в Ереване, из которых самой успешной стала телепостановка «Мельница сатаны».
Один из основоположников авторской песни в Армении. Первый альбом — «Песни любви и надежды», вышел в Париже в 1985 году. До 1988 г. песни Ахвердяна официально находились под запретом в Советской Армении. Автор известных песен «Еревани гишернерум» (Ереванскими ночами), «Мер сиро ашуна» (Осень любви нашей), «Покрик навак» (Кораблик) и других. Написал несколько мюзиклов и серий детских песен. Выступал с гастролями во Франции, в США, Югославии, Италии, Ливане и других странах.

## Дискография
- 1985 — The Best of Ruben Hakhverdyan
- 1989 — Рубен, Лилит и Ваган
- 1994 — Судьба (арм. Ճակատագիր, англ. Destiny)
- 1997 — Полночь (арм. Կեսգիշեր, англ. Midnight)
- 1997 — Это Ереван (арм. Սա Երևանն է, англ. This is Yerevan)
- 2000 — Песня - это тоже молитва (арм. Երգը նաև աղոթք է)
- 2000 — Песня (арм. Երգ)
- 2001 — Anthology
- 2002 — Для детей 0-100 лет (арм. 0-100 տարեկան երեխաներին, англ. For the Children from 0 to 100 Years Old)
- 2014 — Чтобы горы не остались без хозяев (арм. Որ սարերը չմնան անտեր, англ. That Our Mountains Are Not Left Orphan)
- 2017 — Testament